# Pas de Shanhai
El Pas de Shanhai, també conegut com a Shanhaiguan, (xinès tradicional: 山海關, xinès simplificat: 山海关, pinyin: Shānhǎi Guān, Wade-Giles: Shan Hai Kuan, literalment 'Pas del mar i la muntanya') és un dels principals passos en la Gran Muralla Xina. Va ser denominat durant la dinastia Ming com el «primer pas a la Terra». És la secció més oriental de la Muralla, travessa les muntanyes Yan i arriba al mar Groc a la badia de Bohai. L'any 1987 la UNESCO el va declarar Patrimoni de la Humanitat com a part de la Gran Muralla.
Se situa a Qinhuangdao, a la província de Hebei de la República Popular de la Xina. L'any 1381, durant la dinastia Ming, es va iniciar la construcció de fortificacions a Shanhai per impedir l'avanç dels mongols i els manxús. En aquest període, el Pas de Shanhai es va convertir en el més fortificat de la Gran Muralla. La muralla va aconseguir una alçada de catorze metres.
A l'àrea costanera de Shanhai, la muralla s'estenia 6,5 quilòmetres i feia sis metres d'alt i tres d'ample. Estava feta de maons i terra piconada. L'any 1644 es va dur a terme la batalla del Pas de Shanhai, en la qual el general Wu Sangui va derrotar a Li Zicheng en aliança amb els manxús, que varen ingressar a la Xina central i hi van establir la dinastia Qing. L'any 1961 es va convertir en patrimoni històric protegit pel govern xinès.

## Estructura
El Pas de Shanhai està construït en forma de quadrat de 4 quilòmetres de perímetre, amb parets de 14 metres d'alçada i 7 metres de gruix. Els costats est, sud i nort estan envoltats per un fossar profund i ample que compta amb ponts per travessar-lo. Enmig de l'estructura hi ha un campanar.
Tots quatre costats del Pas de Shanhai contenien una porta (xinès tradicional: 門, xinès simplificat: 门, pinyin: mén). Al mur de l'est hi havia la porta de Zhèndōng (xinès tradicional: 鎮東門, xinès simplificat: 镇东门, pinyin: Zhèndōngmén), al mur de l'oest la porta de Yíng'ēn (xinès tradicional: 迎恩門, xinès simplificat: 迎恩门, pinyin: Yíng'ēnmén), al mur del sud la porta de Wàngyáng (xinès tradicional: 望洋門, xinès simplificat: 望洋门, pinyin: Wàngyángmén) i al mur del nord la porta de Wēiyuǎn (xinès tradicional: 威遠門, xinès simplificat: 威远门, pinyin: Wēiyuǎnmén). A causa de la manca de manteniment i el pas del temps, avui en dia només es conserva la porta de Zhèndōng. Aquesta era la més important de les quatre a causa de la seva posició, doncs està encarada cap a la ciutat de Pequín.